# Abdelmajid Lamriss
Abdelmajid Lamriss (arab. ‏عبد المجيد لمريس‎; ur. 12 lutego 1959 w Rabacie) – marokański piłkarz grający na pozycji obrońcy.

## Kariera klubowa
Abdelmajid Lamriss podczas kariery piłkarskiej występował w klubach Mouloudia Marrakech i FAR Rabat. Z klubem z Rabatu wywalczył trzy mistrzostwa Maroka (1983/1984, 1986/1987 i 1988/1989), trzy Puchary Maroka (1984, 1985 i 1986) oraz Afrykańską Ligę Mistrzów 1985.

## Kariera reprezentacyjna
W reprezentacji Maroka Abdelmajid Lamriss grał w latach osiemdziesiątych.
W 1984 uczestniczył w Igrzyskach Olimpijskich w Los Angeles.
W 1984 i 1985 roku uczestniczył w wygranych eliminacjach do Mistrzostw Świata 1986.
W 1986 roku uczestniczył w Mistrzostwach Świata 1986.
Na Mundialu w Meksyku Lamriss był podstawowym zawodnikiem i wystąpił we wszystkich czterech meczach Maroka z reprezentacją Polski, reprezentacją Anglii, reprezentacją Portugalii oraz reprezentacją RFN. W 1989 uczestniczył w przegranych eliminacjach do Mistrzostw Świata 1990.